# Lago Khar-Us
O lago Khar-Us (em mongol:   Хар-Ус нуур, lit. "lago de água negra") é um lago do oeste da Mongólia na  Depressão dos Grandes Lagos. Ele é o mais alto de um sistema de lagos interconectados: Khar-Us, Khar, Dörgön, Airag e Khyargas.
Sua área total é de 1 852 km² e inclui a ilha de Agbash (ou Ak-Bashi, cabeça branca) com 274 km², portanto, a área da superfície da água é de 1 578 km².
O principal afluente é o rio Khovd, que cria um grande delta.